# Дискографія BB Girls
Дискографія південнокорейського жіночого гурту BB Girls складається з шести мініальбомів (один з яких було перевидано під іншою назвою), двох сингл-альбомів та тринадцять синглів.

## Мініальбом
| Назва             | Деталі альбому | Пікові позиції у чартах | продажі                  |
| Назва             | Деталі альбому | KOR                     | продажі                  |
| Brave Girls       | Brave Girls | Brave Girls             | Brave Girls              |
| ----------------- | --- | ----------------------- | ------------------------ |
| Back to da Future | - Реліз: 29 липня 2011 - Лейбл: Brave Entertainment - Формат: CD, цифрове завантаження, стриминг Трек-лист 1. «Back to da Future» 2. «Easily (툭하면) (feat. Skull)» 3. «When It Rains (비가 내리면)» 4. «It Hurts So Much (너무 아파) (feat. Maboos of Electroboyz) (Eunyoung solo)» 5. «Do You Know (아나요) (Acoustic Remix Ver.)» 6. «Easily (툭하면) (Inst.)» | 14                      | - Південна Корея: 3,484  |
| Re-Issue          | - Реліз: 22 лютого 2012 - Лейбл: Brave Entertainment - Формат: CD, цифрове завантаження, стриминг Трек-лист 1. «B'Girls Are Back» 2. «Nowadays, You (요즘 너)» 3. «Without a Word (말 없이)» 4. «Nowadays, You (요즘 너) (Remix ver.)» 5. «Nowadays, You (요즘 너) (Inst.)»                                                                                        | 14                      | - Південна Корея: 2,865  |
| High Heels        | - Реліз: 27 червня 2016 - Лейбл: Brave Entertainment - Формат: CD, цифрове завантаження, стриминг | 22                      | - Південна Корея: 1,048  |
| Rollin'           | - Реліз: 7 березня 2017 - Лейбл: Brave Entertainment - Формат: CD, цифрове завантаження, стриминг | 30                      | - Південна Корея: 1,091  |
| Summer Queen      | - Реліз: 17 червня 2021 - Лейбл: Brave Entertainment - Формат: CD, цифрове завантаження, стриминг | 3                       | - Південна Корея: 75,663 |
| Thank You         | - Реліз: 14 березня 2022 - Лейбл: Brave Entertainment - Формат: CD, цифрове завантаження, стриминг | 11                      | - Південна Корея: 28,591 |

## Перевидання
| Назва           | Деталі альбому                                                                                    | Пікові позиції у чартах | Продажі                  |
| Назва           | Деталі альбому                                                                                    | KOR                     | Продажі                  |
| --------------- | ------------------------------------------------------------------------------------------------- | ----------------------- | ------------------------ |
| After 'We Ride' | - Реліз: 23 серпня 2021 - Лейбл: Brave Entertainment - Формат: CD, цифрове завантаження, стриминг | 14                      | - Південна Корея: 15,404 |

## Сингл-альбоми
| Назва          | Деталі альбому | Пікові позиції у чартах | Продажі                  |
| Назва          | Деталі альбому | KOR                     | Продажі                  |
| Brave Girls    | Brave Girls | Brave Girls             | Brave Girls              |
| -------------- | --- | ----------------------- | ------------------------ |
| The Difference | - Реліз: 7 квітня 2011 - Лейбл: Brave Entertainment - Формат: CD, цифрове завантаження, стриминг Трек-лист 1. «Intro (Ain't Nobody Like Brave Girls)» 2. «So Sexy» 3. «Do You Know (아나요)» 4. «So Sexy (Inst.)» | 2                       | - Південна Корея: 11,676 |
| BB Girls       | |                         |                          |
| One More Time  | - Реліз: 3 серпня 2023 (цифровий) 10 серпня 2023 (фізичний) - Лейбл: Warner Music Korea - Формат: CD, цифрове завантаження, стриминг Трек-лист 1. «One More Time» 2. «Lemonade»                                   | 22                      | - Південна Корея: 11,662 |

## Сингли

### Як головний виконавець
| Назва | Рік         | Пікові позиції у чартах | Пікові позиції у чартах | Пікові позиції у чартах | Пікові позиції у чартах | Продажі (DL)              | Альбом            |
| Назва | Рік         | KOR                     | KOR Hot                 | US World                | WW Excl. US             | Продажі (DL)              | Альбом            |
| Brave Girls | Brave Girls | Brave Girls             | Brave Girls             | Brave Girls             | Brave Girls             | Brave Girls               | Brave Girls       |
| --- | ----------- | ----------------------- | ----------------------- | ----------------------- | ----------------------- | ------------------------- | ----------------- |
| «Do You Know» (кор. 아나요) | 2011        | 19                      | —                       | —                       | —                       | - Південна Корея: 428,789 | The Difference    |
| «Easily» (кор. 툭하면) (feat. Skull) | 2011        | 38                      | 67                      | —                       | —                       | - Південна Корея: 698,375 | Back to da Future |
| «Nowadays, You» (кор. 요즘 너) | 2012        | 21                      | 18                      | —                       | —                       | - Південна Корея: 660,397 | Re-Issue          |
| «For You» (кор. 포유) | 2013        | 50                      | 61                      | —                       | —                       | - Південна Корея: 50,585  | Сингл без альбому |
| «Deepened» (кор. 변했어) | 2016        | 131                     | —                       | 14                      | —                       | - Південна Корея: 10,942  | High Heels        |
| «High Heels» (кор. 하이힐) | 2016        | 133                     | —                       | —                       | —                       | - Південна Корея: 12,034  | High Heels        |
| «Yoo-hoo» (кор. 유후 (우린 아직 여름)) | 2016        | —                       | —                       | —                       | —                       | - Південна Корея: 3,591   | Сингл без альбому |
| «Rollin'» (кор. 롤린) | 2017        | 1                       | 1                       | 13                      | 189                     | Н/Д                       | Rollin'           |
| «We Ride» (кор. 운전만해) | 2020        | 4                       | 4                       | —                       | —                       | Н/Д                       | Сингл без альбому |
| «Chi Mat Ba Ram» (кор. 치맛바람) | 2021        | 3                       | 2                       | —                       | —                       | Н/Д                       | Summer Queen      |
| «Pool Party» (feat. Єчан) | 2021        | 112                     | 39                      | —                       | —                       | Н/Д                       | Summer Queen      |
| «After We Ride» (кор. 술버릇 (운전만해그후)) | 2021        | 51                      | 62                      | —                       | —                       | Н/Д                       | After 'We Ride'   |
| «Thank You» | 2022        | 39                      | —                       | —                       | —                       | Н/Д                       | Thank You         |
| «Goodbye» | 2023        | —                       | —                       | —                       | —                       | Н/Д                       | Сингл без альбому |
| BB Girls |             |                         |                         |                         |                         |                           |                   |
| «One More Time» | 2023        | —                       | —                       | —                       | —                       | Н/Д                       | One More Time     |
| «—» релізи, що не потрапили у чарти або не були випущені у відповідних регіонах. «*» відмічено чарти, які не існували на мормент випуску синглу. |             |                         |                         |                         |                         |                           |                   |

### Як запрошений виконавець
| Назва                                                                                        | Рік  | Пікові позиції у чартах | Пікові позиції у чартах | Продажі (DL)             | Альбом                                     |
| Назва                                                                                        | Рік  | KOR                     | KOR Hot                 | Продажі (DL)             | Альбом                                     |
| -------------------------------------------------------------------------------------------- | ---- | ----------------------- | ----------------------- | ------------------------ | ------------------------------------------ |
| «Passing of the Year» (кор. 올해가 가고) (Electroboyz, Brave Girls, Big Star & Park Soo Jin) | 2013 | 105                     | 90                      | - Південна Корея: 18,239 | Passing of the Year (Prod. Brave Brothers) |
| «Summer Taste» (with Rain, Monsta X and Ateez)                                               | 2021 | —                       | —                       | Н/Д                      | Taste of Korea                             |
| «—» релізи, що не потрапили у чарти або не були випущені у відповідних регіонах.             |      |                         |                         |                          |                                            |

### Промо-сингли
| Назва                                                                            | Рік  | Пікові позиції у чартах | Альбом                     |
| Назва                                                                            | Рік  | KOR                     | Альбом                     |
| -------------------------------------------------------------------------------- | ---- | ----------------------- | -------------------------- |
| «Summer by Myself (Piano Ver.)» (кор. 나 혼자 여름)                              | 2021 | —                       | After 'We Ride'            |
| «Red Sun» (with Lotte Department Store)                                          | 2021 | —                       | Song For You Project Vol.2 |
| «How Come» (кор. 어쩌다 2)                                                       | 2022 | —                       | Сингл без альбому          |
| «Shiny World» (кор. 샤이니 월드)                                                 | 2023 | —                       | Bastions OST Part.3        |
| «—» релізи, що не потрапили у чарти або не були випущені у відповідних регіонах. |      |                         |                            |

### Інші появи
| Назва | Рік  | Пікові позиції у чартах | Пікові позиції у чартах | Альбом                                                                                          |
| Назва | Рік  | KOR                     | US World                | Альбом                                                                                          |
| --- | ---- | ----------------------- | ----------------------- | ----------------------------------------------------------------------------------------------- |
| «Mapo Terminal» (кор. 마포종점)                                                                             | 2016 | —                       | —                       | Immortal Songs: Singing the Legend (Park Chun-Seok 1st)                                         |
| «It's a Fireball» (кор. 불놀이야)                                                                           | 2021 | —                       | —                       | Immortal Songs: Singing the Legend (Seo-beom Hong — Gab-kyung Jo Kang Jin — Hyo-sun Kim Part 2) |
| «Chi Mat Ba Ram+Rollin' — Remix» (кор. 치맛바람+롤린 (Remix))                                               | 2022 | —                       | —                       | <Queendom 2> Part.1-2                                                                           |
| «MVSK — Remix»                                                                                              | 2022 | —                       | —                       | <Queendom 2> Part.2-1                                                                           |
| «Tell Me Now» (кор. 탐이 나) (with Loona as «Queen is Me»)                                                  | 2022 | —                       | 11                      | <Queendom 2> Position Unit Battle Part.1-2                                                      |
| «Red Sun — Remix»                                                                                           | 2022 | —                       | —                       | <Queendom 2> FANtastic Queendom 1-2                                                             |
| «Whistle»                                                                                                   | 2022 | —                       | —                       | <Queendom 2> Final                                                                              |
| «Epilogue» (кор. 지나온) (with Hyolyn, Seola of WJSN, Eunha of Viviz, HeeJin of Loona, and Yeseo of Kep1er) | 2022 | —                       | —                       | <Queendom 2> JINAON (Epilogue)                                                                  |
| «—» релізи, що не потрапили у чарти або не були випущені у відповідних регіонах.                            |      |                         |                         |                                                                                                 |

## Інші пісні у чартах
| Назва                                                                            | Рік  | Пікові позиції у чартах | Пікові позиції у чартах | Альбом               |
| Назва                                                                            | Рік  | KOR                     | KOR Hot                 | Альбом               |
| -------------------------------------------------------------------------------- | ---- | ----------------------- | ----------------------- | -------------------- |
| «Help Me»                                                                        | 2016 | —                       | —                       | High Heels           |
| «Rollin (New Version)» (кор. 롤린 (New Version))                                 | 2018 | 163                     | —                       | Сингли поза альбомом |
| «Summer by Myself» (кор. 나 혼자 여름)                                           | 2021 | 123                     | 99                      | Summer Queen         |
| «Fever» (кор. 토요일 밤의 열기)                                                  | 2021 | 134                     | —                       | Summer Queen         |
| «Chi Mat Ba Ram» (English version)                                               | 2021 | —                       | —                       | Summer Queen         |
| «Chi Mat Ba Ram (Acoustic Ver.)» (кор. 치맛바람)                                 | 2021 | —                       | —                       | After 'We Ride'      |
| «Fever (Remix)» (кор. 토요일 밤의 열기)                                          | 2021 | —                       | —                       | After 'We Ride'      |
| «You and I» (кор. 우리끼리)                                                      | 2022 | —                       | —                       | Thank You            |
| «Love Is Gone» (кор. 물거품)                                                     | 2022 | —                       | —                       | Thank You            |
| «Can I Love You»                                                                 | 2022 | —                       | —                       | Thank You            |
| «Thank You (Remix)»                                                              | 2022 | —                       | —                       | Thank You            |
| «Lemonade»                                                                       | 2023 | —                       | —                       | One More Time        |
| «—» релізи, що не потрапили у чарти або не були випущені у відповідних регіонах. |      |                         |                         |                      |

## Відеографія

### Музичні відео
| Назва                   | Рік  | Режисер(и)                     | Прим.         |
| ----------------------- | ---- | ------------------------------ | ------------- |
| «Do You Know»           | 2011 | Невідомий                      | [ 35 ]        |
| «So Sexy»               | 2011 | Невідомий                      | [ 36 ]        |
| «Easily»                | 2011 | Kim Kwang-eun                  | [ 37 ] [ 38 ] |
| «Nowadays, You»         | 2012 | Joe Brown                      | [ 39 ] [ 40 ] |
| «Deepened»              | 2016 | Joo Hee-sun                    | [ 41 ] [ 42 ] |
| «High Heels»            | 2016 | Jo Soo-hyun                    | [ 43 ] [ 44 ] |
| «Yoo Hoo»               | 2016 | Joe Brown                      | [ 45 ] [ 46 ] |
| «Rollin'»               | 2017 | Lim Jae-kyung                  | [ 47 ] [ 48 ] |
| «Rollin' (New Version)» | 2018 | BRICK                          | [ 49 ]        |
| «We Ride»               | 2020 | Kang Mingi (aarch.film)        | [ 50 ]        |
| «High Heels 2021 ver»   | 2021 | Elcanto                        | [ 51 ]        |
| «Red Sun»               | 2021 | Lotte world                    | [ 52 ]        |
| «Chi Mat Ba Ram»        | 2021 | Yoo Sung-kyun (SUNNYVISUAL)    | [ 53 ]        |
| «Pool Party»            | 2021 | Yoo Sung-kyun (SUNNYVISUAL)    | [ 54 ]        |
| «Summer Taste»          | 2021 | Невідомий                      | [ 55 ]        |
| «After We Ride»         | 2021 | Yoo Sung-kyun (SUNNYVISUAL)    | [ 56 ]        |
| «Thank You»             | 2022 | Yoo Sung-kyun (SUNNYVISUAL)    | [ 57 ]        |
| «Shiny World»           | 2023 | Невідомий                      | [ 58 ]        |
| «One More Time»         | 2023 | Junyoung Yu (STUDIO SACCHARIN) | [ 59 ]        |

## Нотатки
1. ↑  Сингл «For You» виконують тільки Юджін та Хьоран, в той час як Инйон, Соа та Єджин покидають гурт.
2. ↑  Сингл «Goodbye» не потрапив у Circle Digital Chart, але посів 25 місце у Circle Download Chart[22].
3. ↑  Сингл «One More Time» не потрапив у Circle Digital Chart, але посів 31 місце у Circle Download Chart[23].
4. ↑  Вказані як Brave Girls, але пісню виконують тільки Ючон та Юна.
5. ↑  Пісня «Summer Taste» не потрапила у Gaon Digital Chart, але посіла 54 місце у Download Chart[25].
6. ↑  Сингл «Summer by Myself (Piano Ver.)» не потрапив у Gaon Digital Chart топ 200, але посів 81 місце у Gaon Download Chart[26].
7. ↑  Сингл «Red Sun» не потрапив у Gaon Digital Chart топ 200, але посів 42 місце у Gaon Download Chart[27].
8. ↑  Ремейк пісні Brown Eyed Girls.
9. ↑  Сингл «How Come» не потрапив у Gaon Digital Chart топ 200, але посів 27 місце у Gaon Download Chart[28].
10. ↑  Сингл «Shiny World» не потрапив у Circle Digital Chart топ 200, але посів 147 місце у Circle Download Chart[29].
11. ↑  Пісня «MVSK — Remix» не потрапила у Gaon Digital Chart топ 200, але посіла 78 місце у Gaon Download Chart[30].
12. ↑  Вказані як Brave Girls, але пісню виконує тільки Инджі.
13. ↑  Пісня «Tell Me Now» не потрапила у Gaon Digital Chart топ 200, але посіла 85 місце у Gaon Download Chart[31].
14. ↑  Пісня «Red Sun — Remix» не потрапила у Gaon Digital Chart топ 200, але посіла 87 місце у Gaon Download Chart[28].
15. ↑  Пісня «Whistle» не потрапила у Gaon Digital Chart топ 200, але посіла 91 місце у Gaon Download Chart[28].
16. ↑  Вказані як Brave Girls, але пісню виконує тільки Юна.
17. ↑  Пісня «Help Me» не потрапила у Digital Chart топ 200, але посіла 116 місце у Gaon Download Chart[32].
18. ↑  Пісня «Chi Mat Ba Ram» (English version) не потрапила у Gaon Digital Chart топ 200, але посіла 33 місце у Gaon Download Chart[33].
19. ↑  Пісня «Chi Mat Ba Ram (Acoustic Ver.)» не потрапила у Gaon Digital Chart топ 200, але посіла 69 місце у Gaon Download Chart[26].
20. ↑  Пісня «Fever (Remix)» не потрапила у Gaon Digital Chart топ 200, але посіла 70 місце у Gaon Download Chart[26].
21. ↑  Пісня «You and I» не потрапила у Gaon Digital Chart топ 200, але посіла 37 місце у Gaon Download Chart[34].
22. ↑  Пісня «Love Is Gone» не потрапила у Gaon Digital Chart топ 200, але посіла 36 місце у Gaon Download Chart[34].
23. ↑  Пісня «Can I Love You» не потрапила у Gaon Digital Chart топ 200, але посіла 41 місце у Gaon Download Chart[34].
24. ↑  Пісня «Thank You (Remix)» не потрапила Gaon Digital Chart топ 200, але посіла 70 місце у Gaon Download Chart[34].
25. ↑  Пісня «Lemonade» не потрапила у Circle Digital Chart, але посіла 92 місце у Circle Download Chart.